# Song 2
"Song 2" (ponekad pogrešno nazivana "Woo Hoo") pjesma je britanske rock grupe Blur. Pjesma je druga po redu na istoimenom petom albumu sastava. Pjesma je poznata po uzviku "woo-hoo!" Damona Albarna, nakon čega slijedi zamućena bas-gitara. Pjesma je objavljena u travnju 1997. godine te je dosegla drugo mjesto na britanskoj top ljestvici singlova, četvrto mjesto na australskoj ljestvici ARIA i šesto mjesto na ljestvici Billboardovih alternativnih pjesama (prethodno znanoj kao Billboardove moderne rock pjesme).
Godine 1997., na dodijeli MTV video glazbenih nagrada, "Song 2" je bila nominirana za najbolji glazbeni spot grupe i najbolji alternativni video. Godine 1998., na britanskoj dodijeli nagrada, pjesma je nominirana za najbolji britanski singl i najbolji britanski video. U prosincu 1998. godine slušatelji BBC Radija uvrstili su "Song 2" na popis 15 najboljih pjesama svih vremena. U listopadu 2011. godine NME ju je svrstao na 79. mjesto na svojoj listi "150 najboljih pjesama u posljednjih 15 godina".
Blur je izjavio da je "Song 2" parodija grungea. Pjesma je Blurov najveći singl u SAD-u. Pjesma se često pojavljivala u medijima te se prvo pojavila u popularnoj videoigri FIFA: Road to World Cup 98.

## Pozadina
Pjesma je izvorno trebala nositi naziv "Song 2" samo kao radni naslov, ali ime je ipak ostalo.

## Recenzije
U Velikoj Britaniji, "Song 2" je uvelike promovirala Blurovu pjesmu "Beetlebum" te je dosegla drugo mjesto na britanskoj top listi.
Bila je također najveći hit u SAD-u, na 55. mjestu na Hot 100 Airplay ljestvici; također je dosegla 6- mjesto Billboard's Modern Rock Tracks, gdje je bila punih 26 tjedana i 25. mjesto na Mainstream Rock Tracks ljestvici.

## Druga korištenja
Pjesma je postala popularna u velikoj Britaniji i inozemstvu nakon objavljivanja 1997. godine. U SAD-u su je redovito puštali na radijima. Pjesma je licencirana svugdje po svijetu. Prvo pojavljivanje bilo je u hit igrici  FIFA Road to World Cup 98. Korištena je u brojnim reklamama, za Nissan Sentra reklamu i televizijsku najavu za film Starship Troopers, i također u nogometnim, hokojaškim ili bejzbolskim utakmicama, kada bi domaća ekipa pobijedila ili postigla pogodak ili utrčavanje.

### Televizija
Pjesma je povremeno puštena u epizodi "Malled" animirane serije Daria. Pjesma je također korištena u dvanaest epizoda, desete sezone američke animirane serije Simpsoni. Pjesma se se također pojavljuje u South Park-u, u epizodi pod nazivom "Stanley's Cup", tijekom hokejaške utakmice.

### Film
Pjesma je istaknuta u filmu iz 2000. godine, Charlijevi Anđeli , tijekom scene borbe.[nedostaje izvor] 

### Videoigre
Pjesma je korištena za pozadinsku glazbu u igricama: FIFA:Road to World Cup 98, Rocksmith, Guitar Hero 5, Just Dance 2, Lego Rock Band, Madden NFL 11, Saints Row IV i SingStar Rocks!.

### Remix
Francuski DJ Madeon obradio je pjesmu 2016. godine.  Obrada još nije izašla, ali je objavljena u traileru za FIFU 17.

## Glazbeni video
Glazbeni video za ovu pjesmu režirala je Sophie Muller. U videu, sastav svira u malom i skučenom prostoru, s glasnim pojačalima iza njih. Tijekom pripjeva, glasnoća pjesme baca članove sastava od zid i pod.

## Pozicije na top ljestvicama
| Raspored (1997.)                                       | Položaj |
| ------------------------------------------------------ | ------- |
| Kanada Alternative 30 (RPM)                            | 1.      |
| Irska (IRMA)                                           | 10.     |
| Singlovi velike Britanije (The Offical Charts Company) | 2.      |
| SAD (Hot 100 Airplay)                                  | 55.     |
| SAD (Mainstream Rock Tracks)                           | 25.     |
| SAD (Modern Rock Tracks)                               | 6.      |
| Raspored (2009.)                                       | Položaj |
| Velika Britanija (Billboard)                           | 163.    |
| Raspored (2012.)                                       | Položaj |
| Velika Britanija (Billboard)                           | 64.     |

## Zasluge
- Damon Albarn– vokali
- Graham Coxon– gitara
- Alex James – bas-gitara
- Dave Rowntree – bubnjevi